# هيدروزنكيت
هيدروزنكيت يُعرف أيضاً باسم زهر الزنك، هو معدن من معادن الكربونات أبيض اللون يتكون من Zn5(CO3)2(OH)6 . وعادة ما يتواجد بشكل متضخم «مصمت» عوضاً عن الشكل البلوري .